# Diverticule de Meckel
 Mise en garde médicale
Le diverticule de Meckel est un reliquat embryologique du canal omphalo-mésentérique situé sur le dernier tiers de l'intestin grêle. Il résulte d’une malformation de la vésicule vitelline devant habituellement disparaître au cours de la 4ème semaine de développement embryonnaire. 

## Historique
La première description semble en avoir été faite par Wilhelm Fabricius Hildanus en 1598. Johann Friedrich Meckel en publie une description en 1809.

## Description
Il est normalement absent chez la plupart des individus, mais chez certaines personnes (2 à 3 % des individus), il persiste et forme une petite malformation du tube digestif (intestin grêle). Il s'agit de la plus fréquente malformation congénitale du tube digestif. Il est unique : il ne peut pas y avoir plusieurs diverticules de Meckel chez un même sujet. 
Il est vascularisé par l'artère mésentérique supérieure. Il siège sur le bord anti-mésentérique de l'anse et se situe à environ 40 cm de la fin de l'intestin grêle. Il constitue une cavité pathologique systématiquement recherchée dans les cures chirurgicales d’appendicite.

## Conséquences
La présence d'un diverticule de Meckel peut être totalement asymptomatique et être révélé à l'âge adulte par un examen fait pour une tout autre raison. Le risque de complication augmente s'il est long, présent chez un homme ou contenant une hétérotopie.
Le mode de présentation varie selon l'âge : plutôt saignements chez l'adulte, plutôt occlusion intestinale chez l'enfant.
Il peut parfois présenter une hétérotopie gastrique (constitué de tissu identique à l'estomac) et sécréter alors de l'acide chlorhydrique (comme la muqueuse gastrique) ce qui peut entraîner une ulcération voire une perforation de la muqueuse intestinale de voisinage ulcères, occlusions digestives (invaginations ou brides) par l'effet de cet acide sur une muqueuse qui n'est pas résistante à l'acide. La complication la plus fréquente étant l'hémorragie digestive basse, entraînant un melæna ou des rectorragies importantes. 
Il peut également se compliquer d'une invagination intestinale aiguë.